# Crying (album Roy Orbison)
Crying è il terzo album in studio del cantautore e chitarrista statunitense Roy Orbison, pubblicato nel 1962.

## Tracce
Side 1

Testi e musiche di Roy Orbison e Joe Melson, eccetto dove indicato.
1. Crying – 2:45
2. The Great Pretender (Buck Ram) – 3:02
3. Love Hurts (Boudleaux Bryant) – 2:28
4. She Wears My Ring (Felice & Boudleaux Bryant) – 2:30
5. Wedding Day – 2:06
6. Summersong – 2:45

Side 2
1. Dance – 2:52
2. Lana – 2:17
3. Loneliness – 2:27
4. Let's Make a Memory – 2:18
5. Nite Life – 2:32
6. Running Scared – 2:14